# Copa Hopman de 2018
A Copa Hopman de 2018 foi a 30ª edição do torneio entre países do tênis em mistas, organizada pela Federação Internacional de Tênis.
Belinda Bencic e Roger Federer da Suíça derrotaram os alemães Angelique Kerber e Alexander Zverev na final.